# Abdesselam Aboudrar
Abdesselam Aboudrar (arabisch عبد السلام أبو درار, DMG ʿAbd as-Salām Abū Dirār; * 1950 in Salé) ist ein marokkanischer Diplomat, der seit 9. Februar 2017 Ambassador to the Court of St James’s ist.

## Werdegang
1973 schloss er ein Studium des Bauingenieurwesens an der École nationale des ponts et chaussées ab.
Die klandestine Opposition in Marokko veröffentlichte am 2. Oktober 1972 die Zeitung Ilal Aman in der zwei Fraktionen dargestellt wurden. Eine der beiden Fraktionen der Tendenz der Union Nationale des Forces Populaires gab sich im April 1973 den Namen Mouvement 23 Mars womit sie sich positiv auf Studentenunruhen am 23. März 1965 in Casablanca bezog.
Aboudrar Abdesselam kehrte nach Marokko zurück, wo er von November 1974 bis November 1979 inhaftiert war, dabei wurde er gefoltert, um Kontakte zum Mouvement 23 Mars zu ermitteln.
Von 1979 bis 1997 war er als Beratender Ingenieur sowie in leitenden Funktionen im öffentlichen und privaten Sektor, in den Bereichen Evaluierung, Management und Projektfinanzierung tätig.
Seit 2000 ist er Master of Business Administration.
Von 1998 bis 2002 leitete er die Rentenversicherung.
Von 2002 bis 2006 war er Generalsekretär der Caisse de dépôt et de gestion (CDG), bevor er im März 2006 zum stellvertretenden Generaldirektor dieser Institution ernannt wurde.
Im August 2008 wurde er von Mohammed VI. (Marokko) zum Präsidenten der Zentralbehörde für Korruptionsprävention (ICPC) ernannt. Anschließend wurde er in den Ausschuss der Internationalen Vereinigung der Korruptionsbekämpfungsbehörden (IAACA) gewählt, der zwischen 2010 und 2011 Mitglied des Exekutivausschusses derselben Einrichtung war. Ab Dezember 2012 wurde er zum Präsidenten des arabischen Netzwerks von gewählt Kampf gegen Korruption und für Integrität (ACINET).
Später ernannte ihn Mohammed VI zum Mitglied der Nationalen Kommission für die Reform der Justiz.
Herr Aboudrar ist in zahlreichen wissenschaftlichen, beruflichen und zivilen Organisationen tätig, verheiratet und hat drei Kinder.
| Vorgänger            | Amt                                                       | Nachfolger |
| -------------------- | --------------------------------------------------------- | ---------- |
| Lalla Joumala Alaoui | Marokkanischer Botschafter in London Seit 9. Februar 2017 | —          |